# (27902) 1996 RA5
1996 أر أي 5 (ويعرف أيضًا باسم (27902) 1996 أر أي 5 وفق تسمية الكوكب الصغير) (بالإنجليزية: 1996 RA5)‏ هو كويكب ضمن حزام الكويكبات؛ وترتيبه 27902 من حيث الاكتشاف.
اكتُشف هذا الجُرم الفلكي بواسطة Stephen P. Laurie ‏ في 13 سبتمبر 1996.

## وصلات خارجية
- (27902) 1996 RA5 في قاعدة بيانات مختبر الدفع النفاث لأجرام النظام الشمسي الصغيرة

- الاكتشاف · مخطط المدار ·  العناصر المدارية · المعلمات المادية

- (27902) 1996 RA5 على موقع ويكي سكاي: DSS2, SDSS, GALEX, IRAS, Hydrogen α, X-Ray, Astrophoto, Sky Map, Articles and images